# Johann Hauser
Johann Hauser, né le 30 novembre 1926 à Pressburg (Tchécoslovaquie), actuelle Bratislava, et mort le 7 janvier 1996 à Klosterneuburg, près de Vienne (Autriche), est un créateur d'art brut.

## Biographie
Considéré comme faible d’esprit, Johann Hauser est diagnostiqué maniaco-dépressif et interné à l'hôpital psychiatrique de Mauer-Ohling en 1943, à l’âge de 17 ans. En 1949, il est admis à l’hôpital psychiatrique Maria Gugging de Klosterneuburg, près de Vienne, où il demeure jusqu’à sa mort. Encouragé par son médecin, le Dr Leo Navratil, il commence à peindre et à dessiner dix ans après son admission à l’hôpital avant de rejoindre la Maison des artistes de Gugging. S’inspirant de portraits de vedettes et d’images d’actualité parus dans les magazines illustrés, Johann Hauser dessine essentiellement des personnages féminins en exhibant leurs attributs sexuels, tandis que leurs poils et cheveux envahissent l'image. Il reproduit aussi des avions, des bateaux, des voitures, des obus et des animaux, notamment des serpents.